# Movimento Popolare di Liberazione dell'Angola
Il Movimento Popolare di Liberazione dell'Angola - Partito del Lavoro (in portoghese Movimento Popular de Libertação de Angola - Partido do Trabalho, abbreviato in MPLA) è un partito politico angolano, che ha guidato il Paese dall'indipendenza del 1975. Il MPLA ha combattuto contro il Portogallo nella guerra d'indipendenza dal 1961 al 1975, e contro i partiti rivali dell'UNITA e del FNLA nella successiva guerra civile che durò dal 1975 al 2002, anno della morte del capo dell'UNITA, Jonas Malheiro Savimbi.

## Storia
Nel dicembre del 1956 il Partito Comunista Angolano (PCA) si fuse con il Partito della Lotta Unita per gli africani in Angola (PLUA) per dar vita al MPLA. L'allora presidente del PCA, Viriato Clemente da Cruz, fu nominato Segretario Generale della nuova formazione politica. In seguito, altre organizzazioni entrarono a far parte del MPLA, come il MINA, Movimento per l'Indipendenza Nazionale dell'Angola, e il FDLA, Fronte Democratico per la Liberazione dell'Angola.
La base del partito è costituita dall'etnia Ambundu e dagli intellettuali della capitale, Luanda. In passato il partito fu legato ai partiti comunisti dell'Europa e dell'Unione Sovietica, ma attualmente fa parte a pieno titolo dell'Internazionale Socialista, di ispirazione socialdemocratica.
Il braccio armato del MPLA era costituito dalle Forze Armate per la Liberazione dell'Angola (FAPLA), che in seguito divenne l'esercito del paese.
Nel 1960 si unì con il PAIGC (Partito Africano per l'Indipendenza della Guinea e di Capo Verde), partito fratello della Guinea-Bissau e di Capo Verde, per combattere l'impero coloniale portoghese in Africa nell'ambito della più ampia guerra coloniale portoghese. L'anno successivo, la Conferenza delle organizzazioni nazionaliste delle colonie portoghesi (CONCP) sostituì il Fronte rivoluzionario africano per l'indipendenza delle colonie portoghesi (FRAIN), e vi confluirono anche il FRELIMO del Mozambico e il CLSTP, precursore del Movimento Popolare per la Liberazione di São Tomé e Príncipe (MLSTP).
La Rivoluzione dei garofani avvenuta a Lisbona nel 1974 diede vita a un governo militare che immediatamente mise fine alla lotta anti-indipendentista in Angola e acconsentì a consegnare il potere nelle mani dei tre movimenti (MPLA, FNLA e UNITA). Ben presto la coalizione ebbe fine e l'Angola si incamminò verso la guerra civile.
Il Sudafrica intervenne militarmente in favore di FNLA e UNITA, partiti conservatori supportati anche dall'allora Zaire e dagli Stati Uniti d'America. Cuba inviò migliaia di unità (1975) in aiuto del MPLA, supportato, oltre che dal paese caraibico, dall'Unione Sovietica. Con l'aiuto delle truppe cubane, il MPLA riuscì a sconfiggere i suoi avversari (esclusa l'UNITA) e il governo sudafricano fece ritirare le proprie truppe. Il Congresso degli Stati Uniti decise di evitare ulteriori coinvolgimenti nel paese, per evitare un nuovo Vietnam.
Il MPLA dichiarò l'indipendenza dell'Angola l'11 novembre 1975, giorno in cui i portoghesi abbandonarono Luanda. Il poeta e partigiano Agostinho Neto divenne il primo presidente dopo l'indipendenza. 
Nel 1976 il MPLA adottò il marxismo-leninismo come ideologia. Mantenne rapporti molto stretti con l'Unione Sovietica e col blocco del Patto di Varsavia, dando vita a politiche economiche di stampo socialista e un sistema monopartitico. Alcune truppe cubane restarono sul territorio angolano per supportare il regime appena instaurato contro l'insurrezione dell'UNITA.
Nel 1979 Neto morì e il suo successore fu José Eduardo dos Santos. Il nuovo presidente raggiunse un accordo con Zaire e Zambia, che cessarono il loro sostegno al FNLA e all'UNITA; a quest'ultima rimase però il sostegno del Sudafrica e poté continuare la guerriglia.
Nel novembre 1980 fu insediata l'Assemblea Nazionale, che prese il posto del Consiglio della Rivoluzione.
Nel 1983 il MPLA aggiunse Partido do Trabalho (Partito del Lavoro) alla sua denominazione.
Le prime elezioni libere si sono tenute nel 1992 (grazie agli accordi di Bicesse dell'anno precedente). Il MPLA-PT ebbe la meglio, ottenendo il 53,74% dei voti e 129 seggi su 227 in parlamento. A differenza del FNLA, l'UNITA contestò il risultato delle elezioni e riprese le ostilità.
La guerra civile contro l'UNITA continuò fino al 2002, quando Jonas Savimbi fu ucciso. I partiti giunsero al cessate il fuoco e l'UNITA si trasformò in un partito politico.
Oggi il MPLA fa parte dell'Internazionale Socialista.
Le principali organizzazioni di massa facenti capo al MPLA sono l'Organizzazione delle Donne Angolane (Organização da Mulher Angolana), l'Unione Nazionale dei Lavoratori Angolani (União Nacional dos Trabalhadores Angolanos), l'Organizzazione dei Pionieri di Agostinho Neto (Organização dos Pioneiros de Agostinho Neto) e la Gioventù del MPLA (Juventude do MPLA).
Nel settembre 2018, il presidente della Repubblica João Lourenco è eletto capo del partito in seguito alla decisione di José Eduardo dos Santos di andare in pensione.

## Leader del Partito
- Agostinho Neto (10 dicembre 1956 - 10 settembre 1979)
- Lúcio Lara (ad interim) (11 settembre 1979 - 20 settembre 1979)
- José Eduardo dos Santos (21 settembre 1979 - 8 settembre 2018)
- João Lourenço (8 settembre 2018 - in carica)

## Risultati elettorali
| Elezione          | Voti      | %     | Seggi     |
| ----------------- | --------- | ----- | --------- |
| Parlamentari 1992 | 2.224.126 | 53,74 | 129 / 220 |
| Parlamentari 2008 | 5.266.216 | 81,64 | 191 / 220 |
| Parlamentari 2012 | 4.135.503 | 71,84 | 175 / 220 |
| Parlamentari 2017 | 4.164.157 | 61,08 | 150 / 220 |

## Cultura di massa

### Letteratura
Il romanzo Mayombe di Pepetela racconta la storia di un gruppo di guerriglieri del MPLA durante la guerra di liberazione.

### Musica
Al Movimento Popolare di Liberazione dell'Angola è intitolato l'omonimo album reggae di Tappa Zukie del 1976.
Il Movimento Popolare di Liberazione dell'Angola è citato in Anarchy in the U.K. dei Sex Pistols.

### Videogiochi
I soldati del Movimento Popolare di Liberazione dell'Angola sono presenti nel videogioco Call of Duty: Black Ops 2 come nemici.